# ABSA 카고 항공
ABSA 카고 항공(영어: ABSA Cargo Airline)은 브라질의 화물 항공사로 본사는 브라질 캄피나스에 위치해 있으며 1995년에 설립했다. 허브 공항으로 비라코푸스 캄피나스 국제공항이 있으며 계열사는 칠레의 항공사인 LATAM 항공 그룹이 있다.

## 역사
항공사는 1995년에 트랜스포티스 차터 튜스모 에어로 설립을 했으며 같은 해 6월 최초로 취항했다. 2001년 11월 란 항공이 회사의 지분을 인수해 자회사가 되었다. 현재 지분의 경우 LATAM 항공 그룹이 74%, 개인 지분이 26%를 소유하고 있으며 2007년 3월 기준으로 285명의 직원을 보유하고 있다.

## 보유 기종
- 2012년 3월 기준으로 ABSA 카고 항공은 다음과 같은 기종을 보유하고 있으며 평균 기령은 9.5년이다.[2]